# Église Saint-Jacques-le-Mineur-et Saint-Philippe de Noiseau
L'église Saint-Jacques-le-Mineur-et Saint-Philippe est une église paroissiale située dans la commune de Noiseau.
En 1218, Pierre II de la Chapelle, dit Pierre de Nemours, évêque de Paris, détache le village de la paroisse de Sucy-en-Brie pour l'inscrire dans le chapitre de Notre-Dame. Une église est alors construite à cet emplacement. Elle est rebâtie en 1538, dont sa nef. Le musée de Saint-Maur-des-Fossés conserve la pierre dédicatoire qui atteste en 1738 de sa dédicace à saint Jacques le mineur et à saint Philippe, dédicace  probablement faite à l'occasion de cet agrandissement. En 1740, l’abbé Lebeuf décrit le chœur comme étant de petite taille, sans autre ornement que la voûte aux piliers massifs et de gros feuillages aux chapiteaux.
Pendant la Révolution, elle fut réduite à l'état de grange.
L’église actuelle, avec un clocher carré, est édifiée vers 1840, sur les mêmes fondations.